# 新卡梅拉塔
新卡梅拉塔（義大利語：Camerata Nuova）是意大利拉齐奥大区羅馬首都廣域市的一个市镇，面积40.3平方公里，人口483人（2004年）。